# Charles Bauby
Charles Bauby, né le 13 mai 1898 à Prades et mort le 16 juillet 1971 à Perpignan, est un poète, écrivain et militant culturel français du XXe siècle, particulièrement actif dans la promotion de la culture catalane en Roussillon. Il a consacré sa vie à la littérature et à la défense de la culture catalane, notamment à travers la fondation et la direction de la revue La Tramontane.

## Biographie
Charles Justin Firmin Bauby, né le 13 mai 1898 à Prades, est le fils de Paul Bauby (né vers 1866), avoué et de Hélène Rotgé (née vers 1872).
Pendant ses années de collège à Sorrèze, il fonde son premier journal, Les Ailes bleues, en 1914. Il continue sur cette lancée au lycée Mignet à Aix-en-Provence (où il obtient son baccalauréat en 1916) avec Les Aubes Nouvelles (1915-1916), où il publie des vers sous le pseudonyme de Cybs. Par la suite, durant ses études de droit à Toulouse et à Paris, il collabore à une cinquantaine de revues et fonde La Tramontane en 1917.
C'est également un poète prolifique. Parmi ses œuvres, on compte Fleurs de route, Reflets du miroir (1918) et La bonne ville de Paris. En plus de ses activités littéraires, il s’engage dans la traduction d’œuvres catalanes en français, comme On tuait dans les rues de Joan Oller i Rabassa (1934).
Exempté pour faiblesse musculaire, il n'est pas mobilisé pour la Première Guerre mondiale.
Il se marie à Toulouse, le 8 octobre 1923 avec Odette Mathilde Maguerite Fourgassié (1898-1948), ayant pour nom de plume Doëtte Angliviel. Ensemble ils ont 3 enfants et perdent leur fille de 6 mois début 1925. 
Entre 1920 et 1924, il anime sa femme L'Expansion, revue artistique et littéraire paraissant mensuellement à Toulouse. En 1921-1922, il mène une mission pour le compte du Ministère des réparations des dommages de guerre. 
En plus de ses propres œuvres, Charles Bauby a contribué à de nombreuses autres publications et a collaboré avec divers intellectuels et artistes. Il fonde la Collection Catalane et assure le secrétariat de rédaction de la revue Science et Civilisation en 1934. Son engagement pour la culture catalane et son travail de traduction ont permis de faire connaître de nombreux auteurs catalans au public français.
Charles Bauby meurt le 16 juillet 1971 à Perpignan.

## La Tramontane
En 1917, Charles Bauby fonde La Tramontane, revue initialement publiée en français. Basée à Perpignan, elle adopte un format bilingue en 1919 pour mieux refléter la réalité sociolinguistique de la région et devient un pilier de la culture catalane en Roussillon. La Tramontane joue un rôle crucial dans la promotion de la culture catalane, en particulier pendant les périodes de crise identitaire et de répression linguistique.
En 1933, la revue s'installe au 41 rue de Vaugirard à Paris, pour « consacrer plus de place aux manifestations littéraires d’ordre général » et devenir « la revue des deux Catalognes. La partie française sera dirigée par des comités à Paris et à Perpignan, la partie catalane réunissant un comité présidé à Barcelone par le romancier Jean Ollier ».
La guerre d’Espagne et la Seconde Guerre mondiale marquent des périodes de bouleversements pour Charles Bauby et sa revue. La Tramontane cesse de paraître pendant trois ans durant la Seconde Guerre mondiale, avant de reprendre en 1942 avec l’autorisation des autorités allemandes. La revue continue de paraître jusqu’en 1971, année de la mort de son fondateur, totalisant 550 numéros.
La Tramontane est considérée comme la plus importante revue catalane de Catalogne Nord par sa durée et son contenu. Elle a servi de plateforme pour de nombreux écrivains et intellectuels catalans, notamment ceux exilés après la guerre civile espagnole. La revue a également été un lieu de rencontre pour les écrivains nord-catalans, offrant un espace de réflexion et de débat sur des sujets variés, allant des coutumes locales aux grandes questions littéraires et culturelles.

## Œuvres principales
- Au gré du cœur, au gré du rêve, poèmes, 1917
- Fleurs de route, poèmes, 1917
- Contes choisis, 1918
- La Bonne ville de Paris, poèmes, 1922

## Distinctions
- 1926 : Académie des Jeux floraux - Primevère pour le poème La Nouvelle Hellade[15],[16]
- 1928 : Jeux floraux de Nice - Premier prix de poésie libre pour L'Arbre[17]